# Wally Van
Wally Van, nato Wally Van Norstrand (New Hyde Park, 27 settembre 1880 – Englewood, 9 maggio 1974), è stato un attore, regista e sceneggiatore statunitense.

## Biografia
Nato nel New Jersey, Wally Van lavorò come attore e regista negli anni dieci e venti. Esordì nel cinema nel 1913 in When Mary Grew Up, un film della Vitagraph Company of America che aveva come protagonista Clara Kimball Young.
Nella sua carriera, diresse oltre quaranta pellicole, facendo l'attore in oltre una settantina di film. Il suo nome appare in tre sceneggiature, anche come soggettista.
Nel 1925, lasciò il cinema. Morì nel New Jersey, a Englewood, il 9 maggio 1974 all'età di 93 anni.

## Filmografia

### Attore
- When Mary Grew Up, regia di James Young - cortometraggio (1913)
- Cutey and the Twins, regia di James Young - cortometraggio (1913)
- The Dog House Builders, regia di James Young - cortometraggio (1913)
- Bunny's Honeymoon, regia di Wilfrid North - cortometraggio (1913)
- Cutey and the Chorus Girls, regia di James Young  - cortometraggio (1913)
- The Fortune, regia di Wilfrid North - cortometraggio (1913)
- Sleuthing, regia di Bert Angeles - cortometraggio (1913)
- Mixed Identities, regia di William Humphrey - cortometraggio (1913)
- Bunny Versus Cutey, regia di Wilfrid North - cortometraggio (1913)
- Disciplining Daisy, regia di Wilfrid North - cortometraggio (1913)
- Cutey Plays Detective, regia di Laurence Trimble - cortometraggio (1913)
- Cutey Tries Reporting, regia di Bert Angeles - cortometraggio (1913)
- Does Advertising Pay?, regia di Laurence Trimble - cortometraggio (1913)
- Bunny's Dilemma, regia di Wilfrid North - cortometraggio (1913)
- One Good Joke Deserves Another, regia di Wilfrid North - cortometraggio (1913)
- One Over on Cutey, regia di Van Dyke Brooke - cortometraggio (1913)
- Love's Quarantine, regia di Wilfrid North - cortometraggio (1913)
- An Error in Kidnapping, regia di Frederick A. Thomson - cortometraggio (1913)
- The Troublesome Daughters, regia di Frederick A. Thomson - cortometraggio (1913)
- When the Press Speaks, regia di George D. Baker - cortometraggio (1913)
- Those Troublesome Tresses, regia di George D. Baker - cortometraggio (1913)
- The Feudists, regia di Wilfrid North - cortometraggio (1913)
- Which Way Did He Go?, regia di George D. Baker - cortometraggio (1913)
- Our Wives, regia di James Lackaye - cortometraggio (1913)
- Which?, regia di James Lackaye - cortometraggio (1913)
- Cutey's Waterloo, regia di James Lackaye - cortometraggio (1913)
- The Life Saver, regia di Wilfrid North - cortometraggio (1913)
- The Girl at the Lunch Counter - cortometraggio (1913)
- The Golf Game and the Bonnet, regia di George D. Baker - cortometraggio (1913)
- The Misadventures of a Mighty Monarch, regia di George D. Baker - cortometraggio (1913)
- The Street Singers, regia di Wilfrid North e Wally Van - cortometraggio (1913)
- Timing Cupid, regia di Harry Lambert - cortometraggio (1914)
- Cutey's Vacation, regia di Harry Lambart - cortometraggio (1914)
- Doctor Polly, regia di Wilfrid North e Wally Van - cortometraggio (1914)
- The Speeder's Revenge, regia di Wilfrid North - cortometraggio (1914)
- Pittore ultrafuturista (Art for a Heart), regia di Wilfrid North e Wally Van - cortometraggio (1914)
- Love, Luck and Gasoline, regia di Wilfrid North - cortometraggio (1914)
- The Chicken Inspector, regia di Wilfrid North e Wally Van - cortometraggio (1914)
- Fanny's Melodrama, regia di Wilfrid North e Wally Van - cortometraggio (1914)
- Cutey's Wife, regia di Wilfrid North e Wally Van - cortometraggio (1914)
- The Boys of the I.O.U., regia di Wilfrid North e Wally Van - cortometraggio (1914)
- The Widow of Red Rock, regia di Wally Van - cortometraggio (1914)
- The Persistent Mr. Prince, regia di Wilfrid North - cortometraggio (1914)
- Lillian's Dilemma, regia di Wilfrid North - cortometraggio (1914)
- The New Stenographer, regia di Wilfrid North - cortometraggio (1914)
- The Win(k)some Widow, regia di Edmond F. Stratton (1914)
- The Band Leader, regia di Edmond F. Stratton - cortometraggio (1914)
- Thanks for the Lobster, regia di Wally Van - cortometraggio (1914)
- The Man Behind the Door, regia di Wally Van (1914)
- How to Do It and Why; or, Cutey at College, regia di Wally Van - cortometraggio (1914)
- The Chief's Goat, regia di Wally Van - cortometraggio (1914)
- The Wrong Girl - cortometraggio (1915)
- A Man of Parts, regia di Wally Van - cortometraggio (1915)
- Postponed, regia di Wally Van - cortometraggio (1915)
- Cutey Becomes a Landlord, regia di Wally Van - cortometraggio (1915)
- Cutey's Sister, regia di Wally Van - cortometraggio (1915)
- Cupid Puts One Over on the Shatchen, regia di Wally Van - cortometraggio (1915)
- Love, Snow and Ice, regia di Wally Van Norstrand (Wally Van) - cortometraggio (1915)
- The Evolution of Cutey, regia di Wally Van - cortometraggio (1915)
- Insuring Cutey, regia di Wally Van - cortometraggio (1915)
- Welcome to Bohemia, regia di Wally Van - cortometraggio (1915)
- The Highwayman, regia di Wally Van - cortometraggio (1915)
- Cutey, Fortune Hunting, regia di Wally Van - cortometraggio (1915)
- The Serpent's Tooth, regia di Wally Van - cortometraggio (1915)
- His Fairy God-Mother, regia di Wally Van - cortometraggio (1915)
- Cutey's Awakening, regia di Wally Van - cortometraggio (1915)
- The Lure of a Widow, regia di Wally Van - cortometraggio (1915)
- Quits, regia di Wally Van - cortometraggio (1915)
- You're Next, regia di Wally Van - cortometraggiio (1916)
- Putting Pep in Slowtown, regia di Wally Van - cortometraggio (1916)
- The Scarlet Runner, regia di William P.S. Earle e Wally Van (1916)
- East Side - West Side, regia di Irving Cummings (1923)
- The Common Law, regia di George Archainbaud (1923)
- The Drivin' Fool, regia di Robert T. Thornby (1923)
- Slave of Desire, regia di George D. Baker (1923)
- Barriers Burned Away, regia di W. S. Van Dyke (1925)

### Regista
- The Street Singers - cortometraggio (1914)
- Doctor Polly, co-regia di Wilfrid North - cortometraggio (1914)
- Art for a Heart, co-regia di Wilfrid North - cortometraggio (1914)
- The Chicken Inspector - cortometraggio (1914)
- Fanny's Melodrama - cortometraggio (1914)
- Cutey's Wife - cortometraggio (1914)
- The Boys of the I.O.U. - cortometraggio (1914)
- The Widow of Red Rock - cortometraggio (1914)
- The Fates and Flora Fourflush - cortometraggio (1914)
- Thanks for the Lobster - cortometraggio (1914)
- The Man Behind the Door (1914)
- How to Do It and Why; or, Cutey at College - cortometraggio (1914)
- The Chief's Goat - cortometraggio (1915)
- A Man of Parts - cortometraggio (1915)
- Postponed - cortometraggio (1915)
- Cutey Becomes a Landlord - cortometraggio (1915)
- Cutey's Sister - cortometraggio (1915)
- Cupid Puts One Over on the Shatchen - cortometraggio (1915)
- Love, Snow and Ice - cortometraggio (1915)
- The Evolution of Cutey - cortometraggio (1915)
- Insuring Cutey - cortometraggio (1915)
- Welcome to Bohemia - cortometraggio (1915)
- The Highwayman - cortometraggio (1915)
- Cutey, Fortune Hunting - cortometraggio (1915)
- The Serpent's Tooth - cortometraggio (1915)
- His Fairy God-Mother - cortometraggio (1915)
- Cutey's Awakening - cortometraggio (1915)
- The Lure of a Widow - cortometraggio (1915)
- Quits - cortometraggio (1915)
- The Sultan of Zulon - cortometraggio (1915)
- Hats Is Hats - cortometraggio (1915)
- Hughey of the Circus - cortometraggio (1915)
- Levy's Seven Daughters - cortometraggio (1915)
- When Hooligan and Dooligan Ran for Mayor - cortometraggio (1916)
- You're Next - cortometraggio (1916)
- Hughey, the Process Server - cortometraggio (1916)
- Putting Pep in Slowtown - cortometraggio (1916)
- Stung! - cortometraggio (1916)
- The Scarlet Runner, co-regia William P.S. Earle (1916)
- False Gods (1919)
- The Evil Eye, co-regia di J. Gordon Cooper - serial (1920)
- Rough Going (1925)